# Katharine Whitehorn
Katharine Elizabeth Whitehorn (Hendon, Londres, 17 de marzo de 1928 - Londres, 8 de enero de 2021), fue una periodista, escritora y columnista británica. La primera mujer en tener una columna en The Observer  y también la primera mujer rectora de una universidad en Escocia.

## Biografía
Whitehorn nació en Hendon, al norte de Londres, el 17 de marzo de 1928. Pertenecía a una familia inconformista y políticamente de izquierdas. Su padre era objetor de conciencia y su madre había conseguido un puesto para estudiar en la Universidad de Cambridge. Su bisabuelo materno fue la última persona acusada de herejía por la Iglesia de Escocia, aunque finalmente fue absuelto. Whitehorn se educó en la escuela privada Roedean School cerca de Brighton y en la escuela secundaria para niñas de Glasgow. Más tarde continuó como lectora de inglés en Newnham College, Cambridge. Tras su graduación, trabajó como autónoma en Londres. Luego se trasladó a Finlandia para realizar los estudios de posgrado en la Universidad de Cornell, y dar clases como profesora de inglés.

## Trayectoria
En 1956 Whitehorn trabajaba en la redacción de una revista para mujeres llamada Woman's Own, cuando el fotógrafo de Picture Post, Bert Hardy, le pidió que posara para él. La gran oportunidad le llegó cuando Hardy la fotografió para ilustrar una historia sobre la soledad en Londres y una fotografía de ella, sentada junto al fuego con un cigarrillo como si pensara escribir un artículo en lugar de sentirse sola, se convirtió en un anuncio de la bebida energética Lucozade. Whitehorn pasó a trabajar para la revista Picture Post justo antes de que esta cerrara y fue columnista de The Observer en Londres desde 1960 hasta 1996. Se convirtió en la primera mujer en tener una columna en ese periódico, que continuó publicándose semanalmente hasta 2017. Un artículo de 1963 sobre prostitutas, en el sentido de 'mujeres descuidadas', con cuyo término se identificaba, apenas tuvo repercusión: 
«¿Alguna vez has sacado algo de la cesta de la ropa sucia porque se había convertido, relativamente, en lo más limpio? ¿Te cambiaste las medias en un taxi? ¿Podrías probarte la ropa en cualquier tienda, en cualquier momento, sin preocuparte por tu ropa interior? ¿Cuántas cosas se encuentran en la habitación equivocada: tazas en el estudio, botas en la cocina?»
De 1982 a 1985 fue rectora de la Universidad de St Andrews, lo que la convirtió en la primera mujer en desempeñar este cargo en una universidad escocesa. En reconocimiento a su papel pionero, la universidad pasó a llamarse Whitehorn Hall, St Andrews. De 1997 a 2016, escribió una columna mensual para Saga Magazine. En 2009 fue entrevistada por National Life Stories (C467 / 19) para la colección 'Oral History of the British Press' de la British Library. En 2014 New Year Honours recibió la Orden del Imperio Británico (CBE) por sus servicios como periodista. 

## Últimos años
Whitehorn presentó algunas ediciones del programa filosófico vespertino del viernes en Radio 4 titulado A Point of View, en 2009. Fue nombrada Comandante de la Orden del Imperio Británico en 2013, honor que había rechazado cincuenta años antes. En 2018 se supo que vivía en una residencia de ancianos y padecía Alzheimer. A raíz de la enfermedad sus hijos vendieron su antigua casa en Hampstead, subastaron su escritorio, y destinaron todos los beneficios a Dementia UK. 

## Vida personal
Whitehorn se casó con el autor de novelas de espionaje Gavin Lyall, en 1958. Juntos tuvieron dos hijos: Bernard (editor de televisión) y Jake (actor). Tras sobrellevar la muerte de su esposo en 2003, escribió: «No 'olvidas' al hombre, aunque después de uno o dos años superas su muerte. Pero tienes que aprender a vivir en otro país en el que te conviertes en una refugiada involuntaria». Murió el 8 de enero de 2021 en una residencia en el norte de Londres. Tenía 92 años y, aunque le diagnosticaron COVID-19 en los días previos a su fallecimiento, no se sabe si esta fue la verdadera causa de su muerte.